# 灌顶传法仪规
灌顶传法仪轨是藏传佛教密宗传授密法的隆重仪式。灌顶传法时，有传法灌顶资格的活佛或上师手持灌顶壶，将圣水洒于受法者头顶。

## 作用
灌顶传法仪轨含有授予力量的意义，被认为是把一种神力注入对方的心里，并永远停留，发挥效力。

## 种类
- 一、法器传力。它的功能在于净化或者消除修持者在修持中的心理障碍。
- 二、秘密传力。它的功能是净化语言，加强语言表达的神通力。
- 三、传授神智之力。它的功能是净化意志，这种传承后便可开始特殊的修持。
- 四、最高层次的传力。这一层次的传承、将达到认识力的升华，直至到达瑜伽和具有深层内容的秘密成果。

灌顶传法仪式后，接受灌顶者便进入密宗修持阶段了。但灌頂后如違背密乘戒则要墮金刚地獄。